# 押見輝男
押見 輝男（おしみ てるお、1944年 - ）は、日本の心理学者。立教大学現代心理学部名誉教授。第17代立教大学総長。

## 経歴
神奈川県横浜市出身。 立教大学文学部心理学科卒業、立教大学大学院博士課程単位取得退学。
2002年から2006年の間、立教大学総長（第17代）を務めた。

## 著書
- 図解心理学[増補版] （学術図書出版会 1994年）
- 自分を見つめる自分-自己フォーカスの社会心理学 （サイエンス社 1992年）
- 「自己過程」の社会心理学 （東京大学出版会 1990年）
- 社会心理学パースペクティブ1 （誠信書房 1989年）
- 対人行動の心理学 （誠信書房 1986年）
- 組織と人間行動 （泉文堂 1982年）
- 自己の社会心理(共編著)（誠信書房 1998年）